# Вернер Векман
Йоган Вернер Векман (фін. Johan Verner Weckman; нар. 26 липня 1882, Ловійса, Нюландська губернія, Російська імперія (нині провінція Уусімаа, Фінляндія) — 22 лютого 1968, Гельсінкі) — фінський борець греко-римського стилю, чемпіон світу, дворазовий чемпіон Олімпійських ігор. Перший фінський олімпійський чемпіон. Хоча літні Олімпійські ігри 1906 року, на яких він вперше переміг, зараз вважаються неофіційними.

## Життєпис
Натхненний цирковими борцями, Вернер Векман, хлопець фермера з Ловійси, почав займатися греко-римською боротьбою в 1902 році і виграв свій єдиний титул чемпіона Фінляндії у 1904 році у важкій вазі. У 1905 році Векман почав навчання в Університеті Карлсруе (нині Технологічний інститут Карлсруе) і, перебуваючи в Німеччині, виграв неофіційний чемпіонат світу 1905 року в Дуйсбурзі у важкій вазі, в якій крім нього змагалися вісім німців і нідерландець. У 1906 році Фінляндія вперше взяла участь в Олімпійських іграх, і Векман став першим фінном, який виграв олімпійське золото, перемігши в середній вазі змагань з класичної боротьби. Це також дозволило йому брати участь у змаганнях у відкритій ваговій категорії, де переможці всіх вагових категорій змагалися за титул у абсолютного чемпіона, але Векман програв свій поєдинок проти переможця у важкій вазі Серена Єнсена і був змушений задовольнитися срібною медаллю. Через два роки, Векман знову змагався на олімпійській арені та виграв золоту медаль у греко-римських змаганнях у напівважкій вазі. Після Олімпіади 1908 року Векман залишив спортивну кар'єру та, закінчивши університет Карлсруе зі ступенем інженера, працював інженером у Росії з 1909 по 1921 рік. У 1921 році Векман повернувся до Фінляндії та працював виконавчим директором до 1955 року в Suomen Kaapelitehdas Oy, яка у 1967 році була об'єднана з двома іншими компаніями, щоб утворити корпорацію Nokia.

## Спортивні результати на міжнародних змаганнях

### Виступи на Олімпіадах
| Змагання                    | Збірна    | Вагова категорія                           | Місце  |
| --------------------------- | --------- | ------------------------------------------ | ------ |
| Літні Олімпійські ігри 1908 | Фінляндія | греко-римська боротьба, до 93 кг           | Золото |
| Літні Олімпійські ігри 1906 | Фінляндія | греко-римська боротьба, до 82 кг           | Золото |
| Літні Олімпійські ігри 1906 | Фінляндія | греко-римська боротьба, змагання чемпіонів | Срібло |

### Виступи на Чемпіонатах світу
| Змагання                                    | Збірна    | Вагова категорія                    | Місце  |
| ------------------------------------------- | --------- | ----------------------------------- | ------ |
| Неофіційний чемпіонат світу з боротьби 1905 | Фінляндія | греко-римська боротьба, понад 85 кг | Золото |